# Jacopo Troiani
Jacopo Troiani (Roma, 21 gennaio 1991) è un cantautore e attore italiano.

## Biografia
Coltiva la passione per il canto dall'età di sei anni, quando si esercita a cantare in casa insieme al fratello maggiore. Inizia a studiare canto professionistico all'età di dieci anni. Dall'età di quattordici anni si cimenta con la chitarra e la scrittura di brani musicali.
Nel 2007 conosce l'agente Sergio Martinelli che lo stimola al punto da fargli frequentare un corso di recitazione a Roma ed ottiene il suo primo ruolo nel cortometraggio "La partita". 
A settembre viene scelto per interpretare il ruolo di Matteo nel film "Quell'estate" di G. Zampagni con Alessandro Haber, Pamela Villoresi e Diane Fleri. Oltre a recitare, Jacopo presta la voce ai racconti fuori campo ed interpreta tre brani, fra cui Anima Fragile di Vasco Rossi. 
Nel 2006 è entrato in contatto con il mondo della musica, vincendo il Festival di Castrocaro. Due anni dopo, nel 2008, ha partecipato al Festival di Sanremo classificandosi terzo nella categoria giovani con la canzone Ho bisogno di sentirmi dire ti voglio bene, che ha accompagnato l'uscita del suo primo album omonimo, uscito per la Universal Music.
Nel 2009 ha condotto UP'N POP un programma di Rai Sat per Teenager in onda quotidianamente per circa 100 puntate da gennaio a maggio.
Nel frattempo inizia a lavorare ad un suo progetto discografico da cantautore e nell'estate 2009  pubblica il primo singolo dal titolo Voglio portarti al mare.
Nel 2010 esce il secondo singolo di Jacopo cantautore La mia città, brano inserito e pubblicato nella Compilation La nuova generazione sei tu edita da Curcio editore e Rai Trade. 
In luglio ottiene un ruolo nella serie TV Sky Romanzo Criminale 2 dove interpreta la parte de "Er Pomata".
Il 16 gennaio 2011 su Rai Uno va in onda la prima puntata della serie tv "Caccia al Re - La narcotici" dove Jacopo interpreta il ruolo di uno spacciatore.
Da marzo 2011 in "Un medico in famiglia 7"  interpreta il ruolo di Ivan, un ragazzo introverso alle prese con diversi problemi familiari ed esistenziali che si risolveranno nel corso delle puntate con l'aiuto di Maria Martini, della musica e dell'amore.
Sempre nel 2011 inizia a frequentare l'Università di cinema al Campus Cinecittà di Roma "Eutheca".
Vive a Roma con i suoi genitori e i suoi due fratelli.
Jacopo è ora impegnato ad un suo nuovo progetto discografico.

## Discografia
Album
- 2008 - Ho bisogno di sentirmi dire ti voglio bene

Singoli
- 2008 - Ho bisogno di sentirmi dire ti voglio bene
- 2008 - Che freddo fa
- 2009 - Voglio portarti al mare
- 2010 - La mia città
- 2013 - La ragazza incantata

Duetti
- 2016 -  Lesson number one di Manu PHL (feat. Jacopo Troiani)

## Filmografia

### Cortometraggi
- La riserva (2007)

### Televisione
- Quelli dell'intervallo - serie TV (2007)
- Romanzo criminale - La serie 2ª serie, - serie TV (2010)
- Caccia al Re - La narcotici - serie TV (2011)
- Un medico in famiglia 7 - serie TV (2011)
- Paura di amare 2 - serie TV (2013)
- Sfida al cielo - La narcotici - serie TV (2015)
- Don Matteo 10 - serie TV (2016)

### Cinema
- Quell'estate, regia di Guendalina Zampagni (2008)
- MultipleX, regia di Stefano Calvagna  - al cinema giugno 2013 (2013)